# Proerna

Mapa con algunas de las principales ciudades de la antigua Tesalia y zonas adyacentes. Proerna estaba situada en el interior, al suroeste de Farsalo.

Proerna (en griego, Πρόερνα) es el nombre de una antigua ciudad griega de Tesalia.
Estrabón la sitúa en el distrito de Ftiótide, y la nombra entre Farsalo y Táumacos, pero no da ninguna indicación adicional sobre su situación exacta.
En el año 191 a. C., el cónsul romano Manio Atilio, en su avance por territorio tesalio, tuvo que capturar la ciudad de Proerna, durante la guerra contra Antíoco III el Grande, poco tiempo antes de la Batalla de las Termópilas.
Se localiza en las ruinas halladas en Gynaikokastro, donde se conservan restos de muros desde el siglo IV a. C.